# Међународни фестивал анимираног филма у Бања Луци
Међународни фестивал анимираног филма у Бања Луци годишњи је фестивал који се одржава у Бања Луци, главном граду Републике Српске, од 22. до 27. октобра. Први формат фестивала одржан је 2005. године под покровитљством удружења „Феникс Арт”.

## Историја
Традиција прославе анимираног филма у Бања Луци започиње 1960. године да би већ постала и званична 1971. Први званични назив био је Мајски фестивал анимираног филма  да би већ следеће године постао Фестивал филмског стваралаштва. Због не великог интересовања публике, фестивал је прекинут све до 2005. године. Синефили удружења „Феникс Арт” одлучили су да поврате традицинални фестивал који од тог датума па до данас носи назив „Међународни фестивал анимираног филма у Бања Луци”. Како би привукли публику, ученици Загребачке школе анимираног филма приказали су 44 кратка филма на отварању фестивала што је привукло знатижељност публике. Након 3 године, фестивал је премијерно приказан као фестивал, што до тада није био случај због ниског буџета.

## Награде
На самом крају фестивала, стручни жири додељује награде за најбољи анимирани филм, најбољи цртани филм као и за најбољу 2Д и 3Д анимацију.

## Фестивал 2008. године
Први званични фестивал отворен је 2008. године. Почаствовани гост фестивала био је Бил Плимтон, познат реализатор анимираних филмова. У стручном жирију се налазио Боривоје Довниковић, филмски редитељ, аниматор, стрипар, карикатурист, илустратор и графички дизајнер као и Растко Ћирић, познати српски ликовни уметник и педагог.

### Награде
| Добитник     | Филм             | Награда                |
| ------------ | ---------------- | ---------------------- |
| Виола Сова   | Refrains         | Главна награда         |
| Иван Рамадан | Телеранција      | Награда за креативност |
| Гил Алкабез  | Ein sonniger Tag | Најбољи цртани филм    |
| Егмонт Мајер | Red Rabbit       | Најбоља 3Д анимација   |

## Фестивал 2009. године
Други фестивал био је одржан од 22. до 27. октобра 2009. године. Стручни жири био је састављен од познатих филских реализатора: Алексе Гајића, аниматора из Србије, Стојана Димитрова, Виола Сове, Микаила Алдашина, и Неџада Беговића. Поред такмичења, поблика је имала прилику да одгледа познате кратке руске филмове за децу из 1990. године.

### Учесници
- Post !, Кристијан Асаусен и Матијас Брун, Немачка, 2008.
- The Dressmaker's daughter, Хуни Болигер, Аустралија, 2008.
- Luce, Раса Џони, Литванија, 2009.
- Abre sorati, Годсиех, Иран, 2008.
- A film about Poo, Вилкнис, Енглеска, 2008.
- O Pintor de ceos, Морас Вале, Шпанија, 2008.
- The stressful Adventures of boxhead and roundhead - Brothers in arms, Елиот Кован САД, 2008.
- Note, Марко Мештровић, Хрватска, 2008.
- Divi dhe Gjahtari, Артан Маку, Албанија, 2008.
- Body, Живко Димитров, Енглеска, 2009.
- The Conquerors, Мирослав Миршев, Бугарска, 2009.
- L'Anima mavi,  Громскаја, Италија, 2009.
- Svijetu se ne moze ugoditi, Немања Гавриловић, Србија, 2009.
- Milovan Circus, Инфузо, Белгија, 2008.
- Tisina,  Боривој Довниковић, Хрватска, 2009.
- Les Escargots de Joseph, Софија Роза, Француска, 2009.
- Dossie Re Bordosa, Кабрал, Бразил, 2008.
- Hezurbeltzak, una fosa commun, Ондера, Шпанија, 2007.
- Maria durch ein Dornwald ging, de Фраук, Немачка, 2008.
- Berbaoc, Артелеку, Шпанија, 2008.
- Thé noir,  Серж Елисалд, Француска, 2008.
- Wszystko płynie, d'Едита Туртзаник, Пољска, 2008.
- Rudijev Leksikon, Недељко Драгић, Хрватска, 2008.
- Tanhaai,  Mehrdad Sheikhan, Иран, 2008.
- La Competitiva, Циеза, Шпанија, 2009.
- Lebensader,  Ангела Стефен, Немачка, 2009.
- Wujek, de Сзнабел, Пољска, 2008.
- House Guest,  Бен Мишел, Енглеска, 2008.
- Le Thé de l'oubli, Сандра, Француска, 2008.
- Familjelampan,  Мила Нибонданс, Финска, 2009.
- 9 ok, amiért ne közlekedj busszal, de Тамас Патровитћс, Мађарска, 2009.
- Takie miasto, de Коницензка, Пољска 2009.
- Bâmiyân, de Патрик Плотин, Француска, 2008.
- Cabaret Cadne, МАрк Риба и Ана,Шпанија, 2008.
- Rhum salé, Реми, Белгија, 2008.
- Ceci n'est pas une mouche, Карлос Фраиха, Енглекса, 2008.
- Zeitwellen, Евгениа, Немачка 2009.
- August, Матиас Хоег, Енглеска, 2009.

### Награде
| Добитник        | Филм               | Награда                |
| --------------- | ------------------ | ---------------------- |
| Сара Дезмазирес | Thé de l'oubli     | Главна награда         |
| Марко Мештровић | Ноте               | Награда за креативност |
| Едита Туртзаник | Wszystko plynie    | Најбољи цртани филм    |
| Мердад Шеикан   | Tanhaai (Solitude) | Најбоља 3Д анимација   |

## Фестивал 2020. године
Тринаести фестивал одржан је 24. октобра 2020. године. Због епидемије ковида 19, фестивал је одржан онлајн. Учествовло је 39. држава са чак 547 пропозиција од којих су 48 ушли у такмичарски програм. Највећи број филмова доспели су из Француске, Пољске, Русије, Шпаније и Немачке.

## Учесници
- Око степеница(Autour de l'escalier), Вимелгруп, Швајцарска
- Воли ме, плаши ме (Love Me, Fear Me), Вероника Соломон, Немачка
- Острво(Island), Менвин Чен, Француска
- Еребета (Erebeta), Франсис Вожел, Француска
- Дечак и сова (O rapaz e a coruja), МАрио Гајо, Португалија
- Танго жудње (Tango tesknot),  Марта, Пољска
- Дивљак (Valentin Cottenye),  Офери и Раул, Француска[11]
- Фауна (Faune), 3:04, Клара и Контин, Француска
- Албина сећања (Memorie di Alba), Марија и Андреа Сачели, Италија, Немачка
- Гнездо (Nest), Соња Рохледер, Њемачка
- Тело о тело, CORPS - À CORPS, , Јоан Стехр, Француска
- Удахнут живот (Udahnut život),  Ивана Бошњак, Томас Џонсон, Хрватска
- Флоригами (Florigami), Ива Ћирић, Хрватска
- Жонглер (The Juggler),  Скирмата Јакаите, Литванија, Француска[12]

| Добитник          | Филм          | Награда                |
| ----------------- | ------------- | ---------------------- |
| Стоекин Верстеген | Стоп Кадар    | Главна награда         |
| Алберт Васкеза    | Кућа без дома | Награда за креативност |
| Дари Кашева       | Кћерка        | Најбољи цртани филм    |
| Кирил Кашатуров   | GO            | Најбоља 3Д анимација   |